# Larkhall
Larkhall je skotské město, nacházející se necelých 30 kilometrů jihovýchodně od Glasgow. Podle údajů z roku 2001 žije ve městě 15549 obyvatel. Toto průmyslové město bylo dříve známo jako centrum těžby a textilního průmyslu. Nedaleko města se nachází Morgan Glen viaduct, nejvyšší viadukt ve Skotsku. Přestože je Larkhall konečnou železniční stanicí, od roku 1965 do roku 2005 zde díky Beechingově reformě žádná trať nebyla.